# Lenguas en Nueva Caledonia

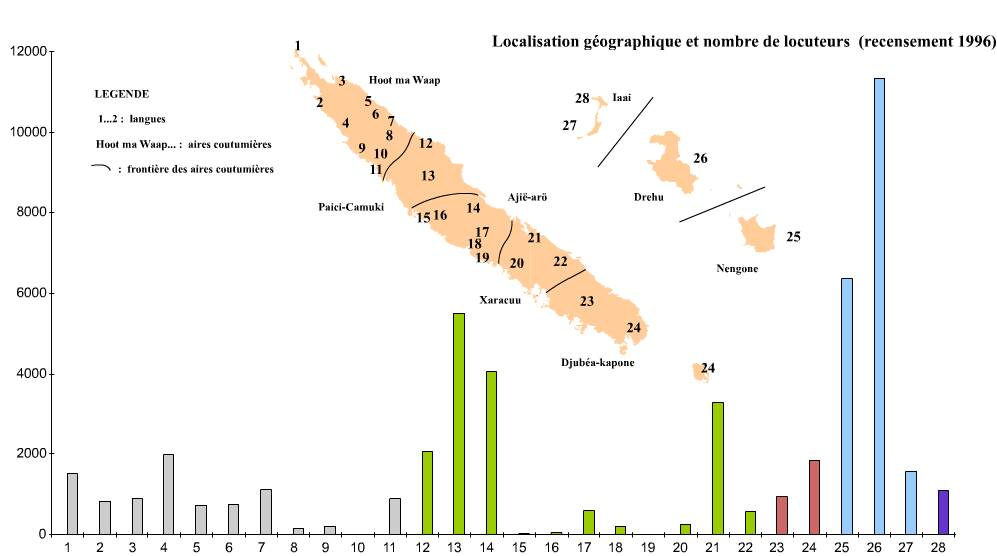
Poblaciones de las lenguas nativas de Nueva Caledonia

El idioma oficial de Nueva Caledonia es el francés. Los habitantes que se declaran parte de la comunidad europea, y que representan el 27% de la población total del territorio en 2014, hablan un tono diferente de francés como lengua materna que el francés procedente de la Francia metropolitana y temporalmente asentado en Nueva Caledonia, llamado «francés de Nueva Caledonia». Esta lengua de Nueva Caledonia es sobre todo un acento léxico y una expresión particular y subyace en toda una cultura caldoche que tiende a perderse, sobre todo en Numea. En «brousse», todavía está bien marcado.
En cuanto a las etnias melanesias del territorio, los canacos (39% en 2014), se dividen en varias lenguas maternas indígenas según la región, pero utilizan el francés de Nueva Caledonia y de la metrópoli como lingua franca entre sí, y para comunicarse con los caledonios «blancos» y otras etnias que viven en el archipiélago. Los jóvenes melanesios utilizan cada vez más el francés como lengua de uso cotidiano en detrimento de las lenguas ancestrales, que se están perdiendo gradualmente.
El uso del francés de Nueva Caledonia en las poblaciones blancas, mestizas, melanesias y otras poblaciones es muy similar al del inglés en Australia y Nueva Zelanda entre los habitantes blancos, aborígenes australianos o maoríes de estos países vecinos —el francés en Nueva Caledonia es para el idioma francés lo que el inglés australiano y el inglés neozelandés y otros territorios de la Mancomunidad de Naciones son para el idioma inglés—.
Por ejemplo, al igual que Australia, Nueva Caledonia tenía una población de convictos, deportados y funcionarios civiles y militares de la Francia metropolitana y del norte de África en el siglo XIX: la influencia de esta población se encuentra en el idioma actual, en muchas palabras y expresiones, y en otros préstamos —el mismo tipo de influencia léxica para el inglés australiano—.
Además de este ejemplo histórico, las especificidades léxicas del francés en Nueva Caledonia pueden ser palabras extranjeras o francesas, pero que rara vez son utilizadas por los residentes metropolitanos o de otras maneras —ejemplo: «vieja» significa «mujer»—. De hecho, muchas expresiones de este hablar no son específicas de Nueva Caledonia, sino que se utilizan predominantemente en determinadas situaciones.
También hay palabras de lenguas melanesias, la más famosa de las cuales es el yossi de drehu, la lengua de Lifou.
El hecho de que algunos de los colonos asentados en el siglo XIX fueran de origen anglosajón —sobre todo por haber transitado por Australia, como lo atestigua la presencia de familias con apellidos británicos como los Martins, que se pronuncian "Martine", o los Dalys, que se pronuncian "Délé"—, o la presencia de americanos durante la Segunda Guerra Mundial —marzo de 1942 a septiembre de 1945—, trajo consigo algunos acentos y palabras en inglés (ejemplos): "bus" se pronuncia "beusse"; "coaltar" para el betún; ta-ta o tata que es una palabra infantil inglesa para decir adiós que apareció en Inglaterra en 1837.
Por último, el idioma de Nueva Caledonia también ha incorporado expresiones y formas de hablar de otros idiomas en la región de Asia y el Pacífico, incluido el tahitiano.

## Idioma francés
En 2009, 180.809 habitantes mayores de 10 años podían hablar francés o más, casi la totalidad de la población (98,9%, incluido el 99,8% de métis y tahitianos, el 99,5% de europeos y los que declararon ser "otros"), El 99,4% de los canacos, el 98,9% de los vanuatuenses, el 98,7% de los indonesios, el 98,4% de los "no declarados", el 97,9% de los Wallis y Futuna y vietnamitas y únicamente el 58% de los demás asiáticos). De los cuales, 177.945 podían leerlo y escribirlo (98,4% de los francófonos y 97,3% de la población total mayor de 10 años, incluyendo el 99,1% de los europeos, el 98,9% de los métis, el 98,7% de los "otros", el 98,1% de los canacos, el 97,7% de los tahitianos y el 95,5% de los tahitianos,5% de los "no declarados", 92,9% de los valacos y futunianos, 92,1% de los indonesios, 91,5% de los vietnamitas, 88,8% de los vanuatuenses y 53,4% de los demás asiáticos), únicamente 1.160 lo leyeron (0,6% de los francófonos y de la población total). La lengua francesa como lengua materna va en aumento en el territorio, en detrimento de otras lenguas, en particular en el contexto familiar: así, en 2000, el 70% de los alumnos declararon que ya no hablaban su lengua.

## Lenguas locales
Pero también hay 28 idiomas locales (que son lenguas austronesias), cuatro de los cuales tienen enseñanza secundaria opcional, están disponibles en el nivel de bachillerato y se enseñan en la Universidad de Nueva Caledonia: dos en Grande Terre (idioma paicî, en las regiones de Poindimié y Koné-Pouembout, y idioma ajië, en la región de Houaïlou), y dos en las Islas de la Lealtad (nengone, en la isla de Maré, y drehu, en la isla de Lifou). En 2013, otras cuatro también están disponibles como opciones en algunas universidades: el xârâcùù de la región de Canala y Thio en la costa este de Grande Terre (en dos colegios privados en Thio y Houaïlou y dos colegios públicos en Canala y La Foa), el iaai de Ouvéa (en los dos colegios de la isla, uno privado y otro público), el drubea (originalmente hablada en Grand Nouméa y Yaté, enseñada en el colegio público de Yaté) y el fwâi de Hienghène (en el colegio público de este municipio) En 2013, había 2.741 estudiantes de enseñanza media y 406 de enseñanza secundaria que estudiaban en lenguas neocaledonias, frente a 2.359 y 655, respectivamente, en 2005.
La defensa, la promoción y el desarrollo de estas lenguas neocaledonias están a cargo de una Academia de las Lenguas Canac, creada en 2007 para aplicar una de las disposiciones del Acuerdo de Numea. En 2014, 68.345 personas de 14 años o más (70.428 en 2009) declararon que hablaban o entendían al menos una lengua canaca, siendo la más hablada el drehu (15.949), el nengone (8.940), el paicî (6.866), el xârâcùù (5.287), el ajië (5.019) y el iaai (3.821). Los menos hablados fueron el zire (20 personas, en Bourail y Moindou), el  pwapwâ dek Voh (79), el neku(86, en Bourail y Moindou), el arhâ de Poya (135) y el pije de Hienghène (160). También hay una lengua criolla de base léxica francesa, el tayo, que únicamente se habla en la tribu de Saint-Louis en Le Mont-Dore por unos 1.033 hablantes.

## Lenguas de inmigración
Las otras lenguas habladas por las comunidades que viven en el archipiélago son de walisiano, tahitiano, vietnamita, javanés y bislama (en Vanuatu), y en menor medida chino mandarín, chino cantonés, japonés y el inglés.